# デニス・キーン
デニス・キーン（Dennis Keene, 1934年7月 - 2007年12月2日）は、イギリス生まれの詩人、日本文学の翻訳家。
ロンドン生まれ。オックスフォード大学で英語詩を学び、『オックスフォード・ポエットリー』誌の編集に携わる。のちシンガポールとマレーシアで教師をしたのち1961年から京都大学で教え、ケイコ夫人と知り合い62年結婚（ケイコ・キーン、1935年京都府生まれ。舞踊関係の翻訳、評論）。エチオピアで教えたあと、九州大学で教えていた時、北杜夫の『幽霊』を知り日本の小説に関心を深める。オックスフォード大学で横光利一についての博士論文を書き上げた。
英文学、日本文学に関する研究書、詩集、丸谷才一の英訳などを刊行、1992年野間文芸翻訳賞を受賞。ドナルド・キーンと親戚関係ではない。
（なお英語版ウィキペディアのDennis Keeneは同名異人で、英語版には立項はない）

## 著書
- Surviving. Manchester : Carcanet New Press, 1980.
- 『モダニスト横光利一』伊藤悟,井上謙訳　河出書房新社　1982 （原書は1980）
- Universe, and other poems. Manchester : Carcanet Press, 1984
- 『忘れられた国ニッポン』講談社　1995

## 翻訳
- 横光利一Love and Other Stories of Yokomitsu Riichi 東京大学出版会、1974
- The Modern Japanese Prose Poem : an Anthology of Six Poets（アンソロジー、三好達治、安西冬衛、田村隆一、吉岡実、谷川俊太郎、井上靖）Princeton University Press,c1980
- 北杜夫『楡家の人びと』The House of Nire.　The Fall of the House of Nire.　講談社インターナショナル、1984-85
- 丸谷才一『たった一人の反乱』Singular Rebellion 講談社インターナショナル、1986
- 丸谷才一『横しぐれ』Rain in the Wind : Four Stories 講談社インターナショナル、1990
- 北杜夫『幽霊』Ghosts 講談社インターナショナル、1991
- 丸谷才一『女ざかり』A Mature Woman  講談社インターナショナル、1995
- 池澤夏樹『スティル・ライフ』Still Lives 講談社インターナショナル、1997
- 丸谷才一『笹まくら』Grass for My Pillow. Columbia University Press, 2002

## 参考
- Obituaru:
- ケイコ・キーン『消えた王国 王朝時代最後のエチオピア滞在記』中央公論新社　1999